# Le Baptême du Christ (Piero della Francesca)
Pour les articles homonymes, voir Le Baptême du Christ.
Le Baptême du Christ (Battesimo di Cristo) est une œuvre de Piero della Francesca réalisée entre 1448 et 1450, panneau d'un triptyque, conservée à la National Gallery de Londres.

## Histoire
Le tableau fut commandité par l'église de l'abbaye camaldule de Borgo San Sepolcro (devenue la cathédrale de la ville), comme panneau central du grand retable dont  les éléments latéraux furent terminés par Matteo di Giovanni vers 1465.
Exécutée en tempera sur bois de 167 × 116 cm, elle est peinte sur un enduit lisse et est constitué de deux larges planches de peuplier au veinage vertical dans les  proportions proches de la porte d'harmonie (hauteur = largeur × √2).
La confrérie de saint Jean-Batiste dissoute, le tableau est acheté en 1859 par l'antiquaire Robinson ; il est acquis ensuite par Uzielli qui le vend au musée en 1861.
L'un des sommets de la pittura di luce
Réalisée pour l'église du couvent des Camaldules de Borgo San Sepolcro, l'œuvre constituait le panneau central d'un grand retable, aujourd'hui démembré, dont les panneaux latéraux et la prédelle, consacrés à la représentation de saints - dont Jean le Baptiste - et de docteurs de l'Église, furent sans doute réalisés en partie par Matteo di Giovanni. Dans le Baptême du Christ, le « peintre mathématique » Piero della Francesca révèle sa science de la composition, associée à une sobriété accordée à la destination monastique de l'œuvre. L'harmonie chromatique et lumineuse, tout en subtilité, en fait l'un des sommets de cette pittura di Luce dont Piero della Francesca est l'un des meilleurs représentant. Les effets nuancé des accords chromatiques et l'unité donnée par la lumière sont en effet caractéristiques de cette manière claire qui se développa à Florence au XVe siècle et qui favorise, d'après Luciano Bellosi une vision « dans laquelle les couleurs s'emperlent de lumière et la perspective devient un spectacle pour les yeux »,.

## Thème
Le Baptême du Christ est  un thème de l'iconographie de la peinture chrétienne qui rassemble saint Jean-Baptiste et Jésus dans une de ses premières manifestations publiques, donc accompagné d'autres personnages contemplant la scène ou participant comme nouveaux baptisés, en présence du Saint-Esprit. L'eau du baptême est celle du Jourdain.

## Composition

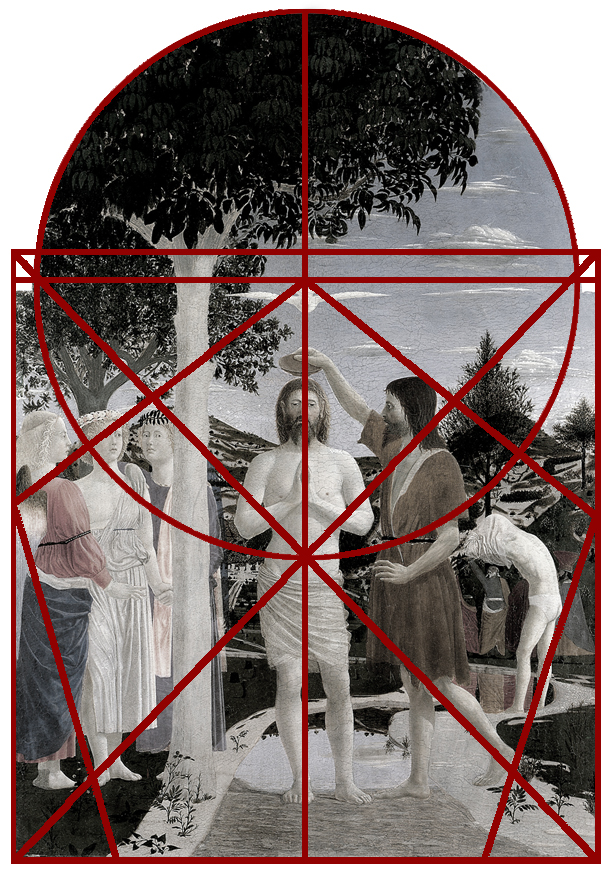
Le « peintre mathématique », Piero della Francesca.

Dans un format vertical au haut cintré, occupé en grande partie par le feuillage d'un arbre dont le tronc sépare, vers le milieu de la composition, trois anges à gauche de Jésus recevant l'eau du baptême donnée par, à droite, saint Jean-Baptiste. Dans la droite de la composition, qui situe la scène dans un paysage champêtre de collines, d'autres personnages sont visibles : un catéchumène se préparant au baptême, et plusieurs dignitaires en habits. À leurs pieds serpente un ruisseau. La colombe du Saint-Esprit surplombe la tête du Christ qui tient haut ses mains jointes, vêtu d'un simple pagne.
Le corps du Christ, est placé dans l'axe vertical du tableau entre l'arbre et les trois anges à sa droite, et saint Jean-Baptiste à sa gauche.
La délicatesse des couleurs et la douceur de la lumière suffiraient à ravir les yeux du spectateur. Il faut cependant aller plus avant pour comprendre cette œuvre, et dépasser la délectation esthétique pour entrer dans son sens théologique.

La construction, lisible, calme et équilibrée, place le Christ au cœur du dispositif. Mais derrière l'apparente simplicité d'une composition frontale, c'est bien une savante mise en scène que le peintre a élaborée. Le corps du Christ distribue et ordonne tout : à gauche un groupe de trois anges, d'allure hiératique, à droite saint Jean le Baptiste et derrière ce dernier, sur le chemin que dessine le cours d'eau, un néophyte en train de se dévêtir et un groupe d'hommes curieusement accoutrés qui discutent.

D'emblée, l'on est frappé par l'harmonie, mais aussi, et peut-être même surtout, par la rigueur géométrique qui ordonne et accorde les éléments. Piero della Francesca a construit son œuvre selon des principes harmoniques qui ne sont pas sans évoquer les rapports musicaux que prônait l'architecte Leon Battista Alberti : l'octave, la quinte et la quarte se répondent. Excellent mathématicien, auteur de plusieurs traités de perspective, Piero della Francesca développe une véritable « musique des proportions » dont le corps du Christ est la mesure, et dont de nombreux savants se sont employés à donner les détails. Un exemple permet de comprendre : le torse du Christ est inscrit dans un cercle dont le diamètre équivaut au quart du diamètre des deux grands cercles qui constituent l'ensemble du panneau, (De pictura).

## Analyse
Les dignitaires portent des costumes byzantins assimilés à l'époque aux costumes de l'Antiquité. L'un d'entre eux montre, de la main, l'Esprit-Saint descendant sur le Christ sous l'aspect d'une colombe déployant ses ailes (préfiguration de la croix ?).
Le Jourdain trace un « S » inversé, motif récurrent  des compositions de Piero della Francesca (la fente de la robe de la Madonna del Parto) comme les personnages solides, bien campés sur leurs pieds.
- Selon Roberto Longhi : « ces personnages seraient des prêtres juifs contemporains du Christ, »
- Selon André Chastel : « En fait ce sont des témoins byzantins directement empruntés aux groupes présents à Florence pour le Concile… ils apportent aussi la preuve qu'il y a un seul baptême puisque ces personnages sont grecs. Grec ou latin, le baptême est identique et également valable[7]. »

## Postérité
Le tableau fait partie du musée imaginaire de l'historien français Paul Veyne, qui le décrit dans son ouvrage justement intitulé Mon musée imaginaire.